# ハイスペ弁護士との同居生活は最低で最高です。
『ハイスペ弁護士との同居生活は最低で最高です。』（ハイスペべんごしとのどうきょせいかつはさいていでさいこうです）は、藤代香澄による日本の漫画。講談社の電子少女コミック誌『姉フレンド』にて59号（2021年9月1日発売）より連載中。
2025年4月2日からショートドラマアプリ・BUMPにて1話2分、全23話のドラマが配信されている。

## 登場人物
- 糸瀬 麻帆（いとせ まほ）
- 芦名 律（あしな りつ）
- 佐々木 圭太（ささき けいた）

## 書誌情報
| 巻数 | 電子書籍発売日 | 書籍発売日     | ISBN              |
| ---- | -------------- | -------------- | ----------------- |
| 1    | 2022年1月20日  | 2022年7月13日  | 978-4-06-528523-7 |
| 2    | 2022年6月20日  | 2022年10月13日 | 978-4-06-529513-7 |
| 3    | 2022年10月20日 | 2023年1月13日  | 978-4-06-530453-2 |
| 4    | 2023年11月13日 | 2023年11月13日 | 978-4-06-533727-1 |
| 5    | 2024年6月13日  | 2024年6月13日  | 978-4-06-535530-5 |
| 6    | 2024年10月11日 | 2024年10月11日 | 978-4-06-537237-1 |
| 7    | 2025年3月13日  | 2025年3月13日  | 978-4-06-538814-3 |

## テレビドラマ

### キャスト（テレビドラマ）
- 芦名律 - 池田匡志
- 糸瀬麻帆 - 中川可菜
- 佐々木圭太 - 田中穂先
- 森ミユキ - 横野すみれ
- 宇佐美涼 - 佐久間祥朗

### スタッフ
- 原作 - 藤代香澄『ハイスペ弁護士との同居生活は最低で最高です。』（講談社「姉フレンド」連載）
- 監督 - 荻颯太郎
- 脚本 - 阿相クミコ
- エグゼクティブプロデューサー：澤村直道
- プロデューサー：島袋響、久松大地（PHIER）
- コンテンツプランナー：澤村里紗
- 制作プロダクション： PHIER
- 製作：emole